# Pokémon Legends: Arceus
Pokémon Legends: Arceus är ett  spel i Pokémon-serien för Nintendo Switch, utvecklat av Game Freak och utgiven av Nintendo och The Pokémon Company. Det släpptes den 28 januari 2022. Spelet utspelar sig i samma region som Pokémon Diamond och Pearl och deras remakes, Sinnoh, fast många år tidigare. Spelet presenterades under Pokémons 25-årsjubileum, tillsammans med spelen Pokémon Brilliant Diamond och Shining Pearl.

## Gameplay
Pokémon Legends: Arceus är ett RPG-spel likt de tidigare spelen i serien. Det utspelar sig i Sinnoh-regionen långt tidigare än föregående spel, då regionen var känd under namnet Hisui. Uppgiften i spelet är att skapa det första Pokédexet, ett slags uppslagsverk över regionens alla Pokémon. Den mytiska Pokémonen Arceus spelar en central roll i handlingen.
Spelaren kan fånga Pokémon direkt i den öppna spel-världen utan att behöva gå in i en strid, och kan släppa ut sina fångade Pokémon direkt i densamma. Pokémon-bollarna i spelet är tillverkade i trä och släpper ut ånga när en vild Pokémon fångas. I början av spelet får spelaren välja mellan tre olika starter-Pokémon: Rowlet (från Pokémon Sun och Moon), Cyndaquil (från Pokémon Gold och Silver) och Oshawott (från Pokémon Black och White), vilket gör att detta spel är det första där man väljer mellan starter-Pokémon från tre olika generationer av serien.